# Madge Bellamy
Madge Bellamy, född Margaret Derden Philpott den 30 juni 1899 i Hillsboro, Texas, död den 24 januari 1990 i Upland, Kalifornien var en amerikansk skådespelare främst under 1920-talet och början av 1930-talet. Hennes popularitet minskade när ljudfilmen kom och slutade helt efter en romantikskandal på 1940-talet.

## Tidigt liv
Bellamy blev redan som flicka intresserad av skådespeleri och var med i ett flertal pjäser. Som 17-åring rymde hon hemifrån och började arbeta som skådespelare och dansare på Broadway. I november 1920 skrev hon på för Thomas Harper Inces nybildade filmbolag Triangle Film Corporation och var med i The Cup of Life som hade premiär hösten 1921.

## Karriär
Bellamy gjorde sin filmdebut 1920 och är mest känd för filmerna Kärlek som aldrig dör, Lorna Doone och Järnhästen.
Hon gjorde en lyckad övergång till ljudfilmen genom succén Mother Knows Best 1928, men efter ett bråk med Fox 1929 lämnade hon studion och återkom inte förrän 1932, då i B-filmer, och blev då främst känd från filmen Vit vålnad.

## Skandal och tillbakagång
1943 anklagades hon för att ha skjutit mot sin rike älskare, den gifte Stanwood Murphy, vilket fick stor uppmärksamhet och innebar slutet på hennes redan dalande karriär. Mitt under utredningen slutade den publicitetsskygge Murphy att samarbeta med utredarna och målet ledes ned.
Bellamy gjorde sitt sista framträdande 1945 i filmen Northwest Trail
Den 8 februari 1960 fick hon en stjärna på Hollywood Walk of Fame.
Hennes självbiografi A Darling of the Twenties gavs ut strax efter hennes död.

## Filmografi i urval
- 1920 – The Riddle: Woman – Marie Meyer
- 1921 – Kärlek som aldrig dör – Tilly Whaley
- 1921 – Långresan – Virginia Albret
- 1921 – Hell kvinnan! – Nan Higgins
- 1922 – Lorna Doone – Lorna Doone
- 1923 – Alla flickors Jumbo – Ruth Lorrimore
- 1924 – Dödspatrullen – Molly Thatcher
- 1924 – Järnhästen – Miriam Marsh
- 1924 – Nattens hemligheter – Anne Maynard
- 1925 – 1925 Dansen går – Una
- 1925 – 1925 Kärlekens gyckelspel (film) – Tessie Dunton
- 1926 – Dollarprinsens kärleksaffärer – Aida Fippany
- 1926 – Det svarta paradiset – Sylvia Douglas
- 1927 – Silkesstrumpor – Nora
- 1927 – Vem var hon? – Kitty O'Brien
- 1927 – Kärlekspriset – Madge Murphy
- 1928 – Mother Knows Best – Sally Quail
- 1929 – De laglösas ö – Alice Carroll
- 1932 – Vit vålnad – Madeline Short Parker
- 1934 – Charlie Chan i London – Mrs. Fothergill
- 1936 – Sångaren från Mexico – Miss Stafford
- 1945 – Northwest Trail – Mrs. Yeager